# Censura durante la Revolución bolivariana
La censura en Venezuela se refiere a todas las acciones que se pueden considerar como la supresión de la libertad de expresión en el país. La ONG Reporteros Sin Fronteras, en su informe anual de 2017, ubica al país en el puesto 137 de 180 países evaluados respecto al grado de libertad de prensa existente, concluyendo que desde 2010 se realizan detenciones abusivas y juicios por difamación a periodistas.

## Gobierno de Hugo Chávez

### Reportes
La Ley de Responsabilidad Social en Radio y Televisión (Ley Resorte) fue introducida durante la Revolución Bolivariana por el organismo CONATEL (Comisión Nacional de Telecomunicaciones de Venezuela) en diciembre del 2004, encargada de la censura radiofónica y televisiva de una amplia gama de contenidos. La ley incluye artículos que han sido objeto de controversia política. La oposición dice que dicha Ley es una «Ley Mordaza» con la que el Gobierno ha censurado efectivamente cualquier información crítica a su gestión, además de restringir gravemente la libertad de expresión de los medios restantes.
La ONG Human Rights Watch estableció que «durante el Gobierno del presidente Chávez y ahora durante la presidencia de Nicolás Maduro, la acumulación de poder en la rama ejecutiva y la erosión de las garantías sobre los derechos humanos han permitido al Gobierno intimidar, censurar y perseguir a sus críticos» e informó que los medios de radiodifusión pueden ser censurados si critican al Gobierno.
La ONG Reporteros sin Fronteras también dijo en 2013 que los medios de comunicación en Venezuela están «casi totalmente dominados por el gobierno y sus anuncios obligatorios, llamadas “cadenas”». Sin embargo, el gobierno dice que cerca del 70% de los medios, de ambos radio y televisión, están en manos privadas (opositoras a los Gobiernos de Chávez y de Maduro), mientras que solo el 5% de ellos son de propiedad estatal y el otro 25% son los medios comunitarios.
La Asociación de Entidades Periodísticas Argentinas repudió la censura que sufrió el canal argentino TN en Venezuela, calificándola como un grave hecho de censura que agrava el deterioro democrático en Venezuela.
Con respecto a la censura de Internet, en el marco de las Manifestaciones en Venezuela de 2014, Reporteros sin Fronteras advirtió la «creciente censura en el servicio de Internet en Venezuela», entre las que se incluyeron las imágenes de la red social Twitter, la aplicación Zello, y el bloqueo al acceso a Internet en el estado Táchira al oeste del país.

### Televisión
El 15 de febrero de 2004 durante la transmisión del programa Aló Presidente, el presidente Hugo Chávez manifestó estar preparado con la Fuerza Armada Nacional Bolivariana para sacar del aire a Globovisión y Venevisión, a los cuales calificó de conspiradores, golpistas y terroristas.

#### Cierre de Radio Caracas Televisión

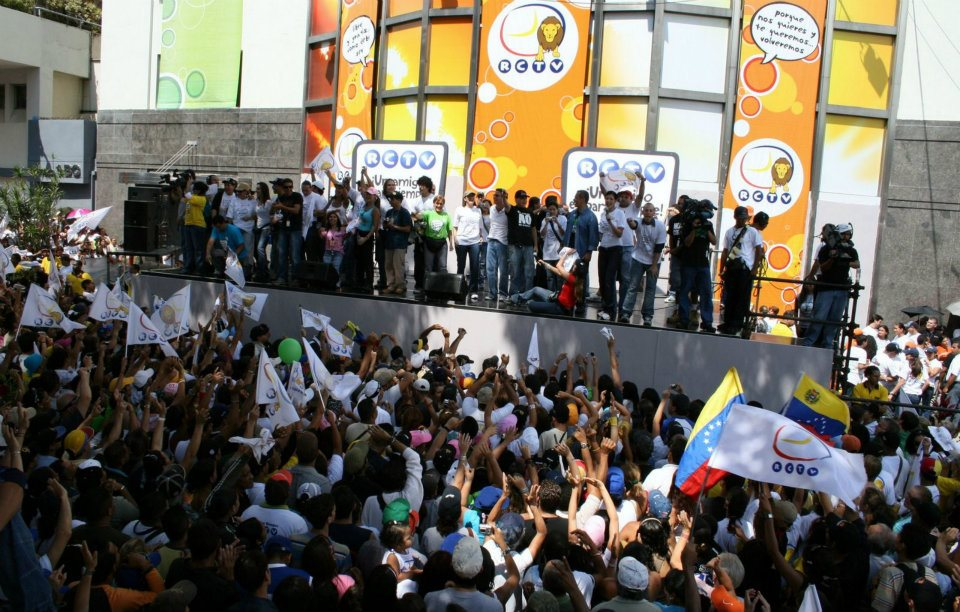
Manifestación al frente del edificio de RCTV en Caracas.

En mayo de 2007, las controversias acerca de la libertad de prensa se exacerbaron aún más con la no renovación de la concesión por señal abierta de Radio Caracas Televisión (RCTV). Un posterior artículo de Reporteros sin Fronteras declaró que «RsF condena la decisión del Tribunal Supremo de Justicia de Venezuela de no aceptar la apelación de RCTV ante la pérdida de su licencia como inadmisible». El presidente Chávez ya había dicho el 28 de diciembre del 2006 que él se opondría a la renovación de la licencia de transmisión de ese canal, acusándole de haber apoyado el momentáneo golpe de Estado que le derrocó brevemente el 11 de abril del 2002, y por su participación en el paro petrolero 2002-03. La apelación, lanzada el 9 de febrero de 2007, fue rechazada el 18 de mayo, poniéndole así un freno a cualquier debate posterior al respecto. 
Según el Gobierno de Chávez, la licencia expiró el 27 de mayo del mismo año, y no lo hará en el 2021 como RCTV alegó. Sin embargo, sin esperar a esa fecha o a una decisión relacionada por el Tribunal Suprema de Justicia, ya el presidente el 11 de mayo había firmado un decreto en el que asignaba la frecuencia del canal 2 a un nuevo canal gubernamental llamado TVES (Televisora venezolana social).La acción gubernamental generó protestas políticas y manifestaciones estudiantiles desde entonces. RCTV volvería a las operadoras de cable a través de la televisión por cable, en julio de 2007, con el nombre de RCTV Internacional. A comienzos del 2010, por una violación a la Ley de Responsabilidad Social en Radio y Televisión, el Gobierno ordenó la suspensión de la señal de RCTV en las operadoras de televisión por cable del país. pero en junio del mismo año, retornó la señal de RCTV en los sistemas de satélites y en ese año, empezó a emitir en internet; con una programación infantil y juvenil.

#### Dificultades de Globovisión y venta del canal
La recién joven televisora Globovisión que transmite noticias las 24 horas que se expandió en 1999, propiedad de Luis Teófilo Núñez Arismendi, Guillermo Zuloaga Núñez, Nelson Mezerhane y Alberto Federico Ravell. Fue presionada por el gobierno de Chávez luego del cierre de Radio Caracas Televisión (RCTV) a partir de 2008. CONATEL inició un proceso administrativo el 27 de noviembre por haber incurrido en la violación de la Ley Resorte durante los resultados de las elecciones regionales de 2008 al permitir que el candidato Henrique Salas Feo insta en el estado Carabobo a tomar la oficina Regional del CNE durante una entrevista, donde no hubo claridad en el resultado de las elecciones.  El 7 de mayo de 2009, CONATEL, le inicia un tercer proceso administrativo por informar de unos temblores en la capital siendo acusados de generar pánico a la población. El 5 de junio de 2009 el Seniat multa a Globovisión con 5.5 millones de bolívares fuertes (2.3 millones de dólares) argumentando omisión de pago de impuestos por la trasmisión de mensajes institucionales que no fueron declarados durante el paro nacional 2002-2003  Globovisión realiza con éxito el Globopotazo para pagar la multa astrnómica impuesta por el Seniat y junta en tiempo récord la multa, sin embargo el Seniat el 16 de junio sube a 9 millones de bolivares fuertes la multa. El 4 de agosto docenas de motorizados con boinas rojas rodearon la entrada y atacan las oficinas de Globovisión sometiendo a los guardias de seguridad, ingresaron a la fuerza a la planta baja del edificio rompiendo vidrios de puertas, ventanas y lanzaron dos bombas lacrimógenas. El presidente Chávez condenó el ataque y a la dirigente oficialista Lina Ron quien fue detenida durante dos meses después del incidente.
En octubre de 2011 el presidente de Conatel, Pedro Maldonado Marín, impuso una multa por unos 2,1 millones de dólares al canal por el tratamiento que dio a la crisis penitenciaria de la reyerta durante junio en la cárcel de El Rodeo. Guillermo Zuloaga dirigió una carta a los empleados del canal en la que confirmaba la intención de venta y explicaba que el canal era inviable económicamente, políticamente y jurídicamente. El 14 de mayo de 2013, se hizo efectiva la venta de Globovisión a los empresarios Raúl Gorrín, Juan Domingo Cordero y Gustavo Perdomo.

### Cierre de emisoras de radio
Venezuela tiene dentro de espectro radial unas 699 emisoras a nivel nacional que se asegura que entre 2002 y 2022 se han cerrado 233 estaciones de radio, la historia ha remarcado al año 2022 como el año que más empresas radiales fueron clausurados por parte del gobierno.
Inicialmente se conoció Radiocidio en Venezuela a la intervención estatal de 32 emisoras de radio y 2 de televisión ocurrida el 1 de agosto de 2009.  Esta medida fue ordenada por el entonces director de la Comisión Nacional de Telecomunicaciones, Diosdado Cabello. Este hecho fue recibido como un acto de censura por diversas organizaciones no gubernamentales, gremios, y organismos internacionales. Bajo el argumento de no tener los requisitos legales para su funcionamiento, por fallecimiento del titular de la concesión, por extinción de la concesión de uso o por incumplimiento en la información de datos de los nuevos operadores en el caso de traspasos. Entre ellas el Circuito Nacional Belfort y la estación 102.3 FM CNB del periodista y presidente del Colegio Nacional de Periodistas William Echevarría, que retransmitía todos los días el programa de opinión “Aló, Ciudadano”.

### Censura de información científica
La censura de información científica en Venezuela dada por los científicos partir de su conocimiento y experticia se ha incrementado a partir de la autodenominada Revolución Bolivariana (1999- ). Si bien hubo casos en el pasado como la amenaza velada contra Luis Razetti por las autoridades del gobierno de Juan Vicente Gómez, al declarar en 1924, durante una sesión de la Academia Nacional de la Medicina, acerca del desamparo de la niñez de la capital debido a que nadie se ocupaba del asunto; pero a partir dela llegada de Hugo Chávez a la Presidencia (1999) los científicos y profesionales que trabajan en la Administración Pública se han eximido de dar declaraciones a periodistas o de expresar sus opiniones personales distintas a las del Estado por temor a las represalias de que pudieran ser objeto.
Tal condición, se ha recalcado a partir del 2007 con la creación de una vocería única en los institutos de investigación adscritos al Ministerio de Ciencia y Tecnología, y por consiguiente los investigadores de institutos académicos con autonomía de funcionamiento como el CIDA, el IVIC sus integrantes, es decir autoridades e investigadores no puedan dar declaraciones sin el permiso del despacho. Tal pauta se establece a partir del Decreto 5384 de la Presidencia de la República.
Así la a restricción de la información científica es una forma de violación del derecho a la información de la sociedad. Si bien el científico puede publicar los resultados de su investigación, su esfuerzo de divulgar los datos, así como temas relacionados con su experticia y que pueden estar relacionados con el bienestar de la sociedad toma formas distintas tal como el darla a conocer, ya sea a través de declaraciones a periodistas, publicarlas en medios de difusión. Y en los casos que a continuación se detallan se muestra como tal politica del Estado venezolano comenzó antes de 2007.
A partir del 2002, el gobierno de Chavéz, tendió a conceder poco espacio a la opinión divergente, y a percibir la información que no le era favorable como incompatible con su visión aun la dada por un experto, desde la misma estructura del Estado, considerándola como una deslealtad al régimen y no a la sociedad que sirve en tanto funcionario del Estado.
La información nutricional Maria de las Nieves García investigadora del IVIC en el campo de la nutrición y discípula de Miguel Layrisse, dió a conocer en una reunión científica que se efectuó en Caracas en la Fundación Bengoa entre el 14 y 15 de marzo del año 2005, los resultados más recientes de una investigación relativa a la deficiencia de hierro y anemia en la población infantil, encontrando que en muestras recolectadas por la Fundación Centro de Estudios Sobre Crecimiento y Desarrollo de la Población Venezolana (FUNDACREDESA) en 2004 en los estados Guárico, Cojedes y Portuguesa, el 70% de niños menores de 2 años presentaban ese cuadro de falencias; de igual manera había detectado que en años recientes en muestras similares de áreas urbanas como Caracas, semejantes resultados se venían presentando desde el año 2003.Dado que el Laboratorio trabajaba en estrecha relación con FUNDACREDESA adscrita en ese entonces al Ministerio de Salud y Desarrollo Social,( Ministerio del Poder Popular para la Participación y Protección Social (MPS) se había rendido un extenso informe en septiembre del año anterior. También en dicha intervención García se había referido a que tales resultados le preocupaban en vista que desde años atrás, gracias a los esfuerzos del fundador de la línea de investigación en el IVIC, Miguel Layrisse, y Hernán Méndez Castellano organizador de FUNDACREDESA habían convencido al Estado venezolano de exigir a las empresas alimenticias que incorporaran hierro a las harinas de maíz, base de arepas, empanadas y otros alimentos de la dieta popular. Esta había sido una fórmula de luchar contra la anemia; pero en épocas recientes, García había constatado que varias de las harinas de maíz que expendía Mercal, la red de distribución creada por el gobierno del Presidente Chávez, no se le había incorporado el hierro, revertiendo los resultados que se habían puesto en marcha para luchar contra la anemia Aspectos del trabajo presentado por García fueron formaron como parte de una entrevista realizada en esos mismos días de marzo por un periodista de la misma institución donde trabajaba
Al terminarla el periodista indicó que, “la investigadora dejó claro que el IVIC cumple con el deber social de informar, para que las otras instancias que, también trabajan a favor del pueblo, tomen las medidas pertinentes”. Los datos también fueron en parte expuestos en la web de la propia fundación La reacción del gobierno se manifestó a través de declaraciones de diversa índoles desde el viceministro de Salud y Desarrollo Social indicando que las cifras no eran reales, y aún cuando manejaba señalaba que él estaba seguro que no eran del 70% hasta un comunicado del Ministerio de Ciencia y Tecnología publicado el 18 de marzo en la prensa cuestionando las cifras dadas y la ética de la investigadora. La experta defendió su posición, pero no encontró apoyo en las autoridades del propio IVIC quienes le negaron la posibilidad de publicar un remitido que contestará lo expresado por el Ministerio, razón por la cual su versión se divulgó a través del Internet. Recibió el apoyo tibio de sus colegas y profesionales y de algunas personalidades científicas expertas en el campo. Su relación con FUNDACRESA sencillamente se dio por terminada. Aparentemente el precio de dar la alerta sobre un problema de salud fue ignorar su experticia o cuestionar la misma.
El desarrollo de la energía nuclear materia en Venezuela el físico Claudio Mendoza, investigador del IVIC, expresó su opinión en un artículo titulado “Masa Crítica” publicado en El Nacional el 13 de septiembre de 2006. Rápidamente el propio Consejo Directivo del IVIC emitió un comunicado rechazando el artículo de Mendoza argumentado que no tenía el conocimiento especializado sobre la energía atómica y que su actitud de cuestionar la posición del país podría acarrearle problemas a la seguridad del Estado luego se le pidió que en un lapso de 30 días presentará pruebas de lo expresado en su texto. A través de la prensa escrita como de las redes académicas los representantes del gobierno como los científicos expresaron sus opiniones en contra como a favor de Mendoza; pero la discusión no giró acerca de los puntos planteados por Mendoza en su artículo de opinión, sino en su ejercicio de la libertad de expresión. Para los científicos del IVIC, Mendoza tenía perfecto derecho a ejercerla de acuerdo al artículo 57 de la Constitución vigente que ampara la libertad de expresión; y aunque Mendoza presentó las pruebas en la que basó su opinión, las autoridades del IVIC no se dieron por satisfechas, y optaron por destituirlo de su cargo de jefe del Laboratorio que había creado De acuerdo al Director en ese entonces del IVIC, el físico Máximo García Sucre, Mendoza tenía que hacer frente a los efectos de emitir esa opinión y en consecuencia, si bien tenía derecho, no se escapaba de las sanciones que supuestamente las autoridades consideraban que estaban en la obligación de imponerle. Su destitución era una penalidad «muy suave».
La alarma epidemiológica En julio del año 2007 la medico Heide Mago, Jefe de la Unidad de Infectología del Centro Hospitalario Enrique Tejera (CHET) en la ciudad industrial de Valencia, fue despedida por la autoridad regional de salud pública, por haber dado información al público acerca de una situación de existencia de bacterias resistentes ocasionando infecciones que ponía en grave riesgo las dependencias de esa unidad de salud. El suministro de la información, sirvió como alarma, y efectivamente ocasionó que al hacerse público la situación, las autoridades de la ciudad actuasen para dotar al hospital de los instrumentos adecuados para erradicar el problema, luego que la profesional hubiese sido despedida. Previamente la medico Mago en marzo de ese mismo año se había dirigido al subjefe del Hospital indicándole “una serie de recomendaciones hechas por su equipo de trabajo para evitar complicaciones y muertes por infecciones”, ello no dio resultado. .Esta habría sido la razón por la cual el grupo de infectólogos del estado Carabobo se dirigió abiertamente a las autoridades del estado y a la comunidad en general, alertándolo sobre la situación. Las autoridades regionales de salud indicaron que las noticias era alarmista y que ello podía conducir a situaciones de pánico entre los pacientes y sus familiares, pero no podían negar las muertes ocurridas y aunque tarde reconocieron que ello se debía a infección bacteriana. También hubo expresiones de declarar las declaraciones de los expertos como «terrorismo mediático». En este punto la médico al dar la información lo hizo en cuanto un experto, y de esta manera el público, obtuvo una información y pudo entender que acontecía en el Hospital; y a la par dio la voz de alarma en un área que era de su competencia.

## Dictadura de Nicolás Maduro

### Televisión

#### Bloqueo y censura a cadenas internacionales
El Gobierno de Venezuela bloqueó y censuró las señales internacionales del canal de noticias colombiano NTN24 el 12 de febrero de 2014, quitándola de los operadores de televisión por cable ordenada por CONATEL. El 10 de octubre de ese mismo año se bloqueó el acceso al portal argentino de noticias Infobae.
En el 2017 el gobierno venezolano ordenó el bloqueo y censuró a la señal de CNN en Español después de un reportaje en donde se denunció el uso regular del pasaporte. en respuesta el gobierno venezolano señaló que "El procedimiento administrativo sancionatorio y la consecuente medida preventiva de suspensión y salida inmediata de las transmisiones de CNN en Español del territorio nacional no responde a un acto de censura, pero obedece a la abierta transgresión de la legislación venezolana por parte de esta empresa de comunicación, por el contrario". También el 15 de febrero del mismo año se sacó de operadoras de televisión por cable la televisora mexicana TV Azteca. El hecho fue condenado por organismos internacionales, la oposición venezolana y gremios internacionales de medios de comunicación. El 10 de abril de 2017, entre protestas antigubernamentales, el canal Todo Noticias de Argentina, fue retirado de la programación en todo el territorio venezolano. El 24 de agosto de ese mismo año, CONATEL sacó del aire a Caracol TV y a RCN Colombia.

#### Bloqueo de CNN en Español
A comienzos de febrero de 2017, CNN y CNN en Español lanzaron la nueva serie de investigación Passports in the Shadows (Pasaportes en las sombras) que reveló varias irregularidades relacionadas con la emisión de visas y pasaportes venezolanos. Además, se sugirió que la expedición de pasaportes y visados tuvo vínculos estrechos con personas sospechosas de participar en actividades terroristas. Se reveló en un documento confidencial que el vicepresidente venezolano, Tareck El Aissami, tenía vínculos con 173 personas de países del Medio Oriente, incluyendo individuos vinculados a Hezbolá con todos de ellos, que habían recibido pasaportes e identificaciones venezolanas.
El 15 de febrero de 2017 el gobierno venezolano ordenó a muchos de los proveedores de televisión por cable cortar la señal de la cadena estadounidense. Según el director de la Comisión Nacional de Telecomunicación Andrés Eloy Méndez como responsable, la televisora estadounidense "incita al odio religioso, racial y político, la violencia y otros asuntos". El organismo gubernamental ordenó a las empresas de televisión cortar la señal de CNN en Español en ese instante. El organismo gubernamental no ha respondido la pregunta de que si la cadena estadounidense será admitida de nuevo.
Otros sociólogos y políticos lo ven como un mero acto autoritario y dictatorial.

#### Bloqueo a Caracol Televisión y RCN Televisión
Desde el cierre de la frontera entre Colombia y Venezuela en el año 2015, se retiró las señales nacionales de RCN Televisión y Caracol Televisión en los estados Zulia, Táchira y Apure, a pesar de la población colombo-venezolana en la frontera.
La noche del miércoles 23 de agosto de 2017, la Comisión Nacional de Telecomunicaciones de Venezuela (Conatel) le ordenó a las operadoras de televisión por cable de Venezuela sacar del aire a los canales colombianos Caracol Televisión y RCN Televisión sin alguna explicación oficial por el régimen de Nicolás Maduro, se presume que la primicia de la huida de la fiscal destituida Luisa Ortega Díaz de Venezuela a Colombia y sus polémicas declaraciones que invocan al gobierno venezolano del escándalo del Caso Odebrecht fueron las razones principales por las que el gobierno venezolano ordenó a Conatel cortar la señal de estos canales en el territorio venezolano.

#### Bloqueo a otros canales
En 2017 el canal Az Mundo es sacado de las cableoperadoras debido a la finalización del contrato entre Conatel y los canales de TV Azteca esto también afecto a sus canales hermanos (Az Clic, Az Corazón y Az Cinema). En abril de ese año también son sacados de la programación los canales Todo Noticias y El Tiempo Televisión, debido a que estos dos canales cubrían las manifestaciones a favor y en contra del gobierno en ese año, por lo que Conatel ordenó sacar su señal en DirecTV (Canal 716 y Canal 773 respectivamente) en DirecTV ya que era el único operador del país en contar con ambos canales.
En 2018 Conatel saca del aire al canal CNN Chile en DirecTV (Canal 707) en este operador debido a que DirecTV era el único cableoperador que contaba con dicha señal, el motivo de la censura no está confirmado, aunque posiblemente fue por la difusión de contenido considerado crítico al gobierno.
En febrero de 2019, Conatel ordenó sacar las señales de National Geographic, Antena 3 Internacional y VH1 HD por la cobertura del concierto "Venezuela Aid Live" (Las dos primeras señales regresaron en mayo y octubre respectivamente) mientras que VH1 HD regresó en 2020. También en ese mismo mes fue sacado la señal de TV Chile (anteriormente sacado del aire en 2010 por difusión de contenido contra el gobierno) por la cobertura de la "Ayuda Humanitaria" desde Cúcuta.
En abril de este año fueron sacadas las señales de CNN Internacional y BBC World News por cubrir las manifestaciones del 30 de abril aunque sus señales fueron restablecidas dos meses después. En ese mismo mes también fue sacado el canal DW Español durante la transmisión del documental "Venezuela la huida de un estado fallido" luego de concluir dicho documental la señal regreso al país.
El 25 de junio del 2023 en las cable operadoras sacan a la señal latinoamericana de TBS. Esta medida hizo evitar que llegue a las cableoperadoras el canal TNT Novelas debido a la ley de responsabilidad social de radio y televisión que se ha especulado que dicha ley, aprobada en Venezuela en 2004, podría haber sido un factor determinante. Esta ley establece restricciones a la programación televisiva, incluyendo la cantidad de contenido extranjero que puede transmitirse. Es posible que Warner Bros. Discovery haya considerado que cumplir con estas restricciones en Venezuela hubiera sido demasiado costoso o complicado.
El 30 de octubre de este año en las cable operadoras sacan a la señal latinoamericana de TruTV, para que su lugar a un nuevo canal Show Business the Channel. Esta medida hizo evitar que llegue a las cableoperadoras el canal Adult Swim Latinoamérica debido a la ley de responsabilidad social de radio y televisión, aprobada en 2004, que regula y aplica restricciones a los contenidos de la programación televisiva, incluyendo el contenido de animación para adultos que puede transmitirse.
El 4 de marzo del 2024 el gobierno de Nicolás Maduro ordena a Conatel retirar al canal alemán DW Español (anteriormente sacado del aire en 2019) por supuestamente de dar una publicación de la corrupción en Venezuela y al considerarlo un "canal nazi".

#### Bloqueo a VPItv
El 8 de enero de 2021 el gobierno de Nicolás Maduro siguiendo con la censura, envió a la comisión de Conatel que llegó a la sede de VPItv en Caracas se llevó los equipos del medio de comunicación, estuvo dedicada a transmitir en vivo a la Asamblea Nacional de Venezuela durante sus sesiones entre el periodo de 2015 al 2020 El 13 de enero VPItv anunció que dejaba de operar por falta de equipos

#### Canales de televisión extranjeros censurados
La censura a medios se han visto agravadas debido a restricciones en la conexión de los usuarios debido a fallas en la infraestructura de tecnológica a lo largo del territorio nacional, pero también han sido creados mecanismos de censura implementados por proveedores de Internet públicos y privados contra los principales portales de noticias. Algunos canales en donde fue registrado bloqueo fueron:
| Canal                  | Año de Censura         | Motivo |
| ---------------------- | ---------------------- | --- |
| TV Chile               | 2010 / febrero de 2019 | Difusión de contenido considerado crítico al gobierno / Reconocimiento al gobierno interino de Juan Guaidó                                                                                      |
| American Network       | 2010                   | Difusión de contenido considerado crítico al gobierno |
| Ritmoson               | 2010                   | Difusión de contenido considerado crítico al gobierno |
| Momentum               | 2010                   | Difusión de contenido considerado crítico al gobierno |
| América TV             | 2010                   | Difusión de contenido considerado crítico al gobierno |
| NTN24                  | 2014                   | Transmisión de manifestaciones contra el gobierno |
| CNN en Español         | febrero de 2017        | Investigación de pasaportes ilegales |
| Az Mundo               | febrero de 2017        | Transmisión de protestas opositoras |
| Todo Noticias          | abril de 2017          | Transmisión de protestas opositoras |
| El Tiempo Televisión   | abril de 2017          | Transmisión de protestas opositoras |
| Caracol Internacional  | agosto de 2017         | Cobertura de la exfiscal general Luisa Ortega en Colombia |
| RCN Nuestra Tele       | agosto de 2017         | Cobertura de la exfiscal general Luisa Ortega en Colombia |
| CNN Chile              | junio de 2018          | Transmisión de información contraria al gobierno |
| Canal 24 Horas         | enero de 2019          | Transmisión del proceso de ayuda humanitaria en la frontera |
| Antena 3 Internacional | febrero de 2019        | Transmisión de Venezuela Aid Live, regresó en octubre de 2019 |
| National Geographic    | febrero de 2019        | Transmisión de Venezuela Aid Live, regresó en mayo de 2019 |
| VH1 HD                 | febrero de 2019        | Transmisión de Venezuela Aid Live, regresó al año siguiente |
| CNN International      | abril de 2019          | Cobertura de las manifestaciones del 30 de abril, regresó en julio de 2019 |
| BBC World News         | abril de 2019          | Cobertura de las manifestaciones del 30 de abril, regresó en julio de 2019 |
| DW Español             | 2019 / 2024            | Documental "Venezuela - La huida de un Estado fallido", regresó al aire al final del documental / Sacado del aire por reportaje sobre el Cártel de los Soles y sobre la corrupción en Venezuela |
| Telearuba              | 2019                   | Reconocimiento al gobierno interino de Juan Guaidó |
| TeleCuraçao            | 2019                   | Reconocimiento al gobierno interino de Juan Guaidó |
| TBS Latinoamérica      | junio de 2023          | Transmisión de contenido considerado inapropiado por el gobierno |
| TruTV Latinoamérica    | octubre de 2023        | Transmisión de contenido considerado inapropiado por el gobierno, reemplazado por Show Business The Channel                                                                                     |

Fuentes: El Diario, ed. (5 de marzo de 2024). «Los canales internacionales que han sido sacados del aire en Venezuela». El Pitazo, ed. (5 de marzo de 2024). «Estos canales internacionales han salido del aire durante el gobierno de Maduro». Aporrea, ed. (7 de marzo de 2024). «14 canales internacionales fuera del aire en Venezuela desde 2010, según el SNTP». Efecto Cocuyo, ed. (5 de marzo de 2024). «Sntp tras salida de DW: Desde 2010 han sacado 14 canales internacionales». Voz de América, ed. (5 de marzo de 2024). «Señal de Deutsche Welle sale del aire en Venezuela, gobierno de Maduro acusa al medio alemán de propagar odio».

### Diarios, periódicos y revistas
El 27 de junio de 2024 se celebró en Venezuela el Día Nacional del Periodista en un contexto marcado por la censura, una reducción significativa de periódicos y limitaciones a la prensa, según denunció Carlos Correa, director de la ONG Espacio Público. Correa destacó que en Venezuela, donde antes existían más de 100 periódicos, ahora quedan apenas 25, los cuales no publican diariamente. Este declive en la cantidad de medios se debe a políticas públicas restrictivas que han limitado la circulación de información. Las emisoras de radio y televisión que aún operan han disminuido sus equipos y cobertura informativa, afectando la difusión de temas de interés público. En respuesta a estas restricciones, han surgido iniciativas de medios digitales que han tenido que adaptarse en términos de financiamiento, lenguaje y métodos de trabajo. Correa señaló que una de las principales dificultades que enfrentan los periodistas es el acceso a información de interés público, debido a que las instituciones estatales restringen las ruedas de prensa, bloquean fuentes públicas de información y no rinden cuentas adecuadamente. Además, los periodistas y medios son objeto de hostigamiento, demandas y bloqueos en sus páginas web, lo que limita su capacidad para publicar información y fomentar el debate público en el país.
Durante el año 2014 la prensa escrita sufrió problemas con su inventario de papel junto a otros de distribución nacional y regionales debido a que no se hacía entrega de la divisa para la compra de papel, teniendo que reducir su número de páginas, aunque algunos diarios tuvieron que parar su imprenta, en el caso de este nunca ocurrió ya que logró recibir ayuda del Grupo de Diarios América. Por otro lado el diputado Julio Chávez aseguró que a una cantidad de medios no se les liquidó las divisas por tener retrasos en los pagos de solvencias laborales. 
La Asamblea Nacional, luego de una investigación, llegó a la conclusión que existiendo una gran importación de papel hecha por los medios impresos, los periódicos estaban reduciendo su tiraje y número de páginas.
Miguel Henrique Otero aseguró por entrevista a distancia -aprovechando la presencia de la asamblea general del SIP en Chile- que se dirigió en numerosas oportunidades al Complejo Editorial Alfredo Maneiro a solicitar servicio de venta papel, sin embargo, fue desmentido por el presidente del CEAM Hugo Cabezas.
En octubre de 2024 el Seniat ordenó el cierre por ocho meses del "Diario La Voz" fundado hace 58 años en el estado Miranda. Una comisión se presentó en los galpones donde se imprime el periódico y clausuró las instalaciones, quedando sin empleo 50 trabajadores directos. Espacio Público documentó entre enero y agosto de este año 507 denuncias de violaciones al derecho a la libertad de expresión en Venezuela. “Esta cifra representa un incremento del 89% con relación al número de casos y del 94% con respecto al número de violaciones documentadas en el mismo periodo del año pasado”.

#### Diario El Nacional
La empresa fue producto de las dificultades económicas y en el inventario de papel, por lo tanto el diario El Nacional dejó de publicarse los lunes y sábado a partir del 20 de agosto de 2018.
En 2015, Diosdado Cabello, mientras fungía como presidente de la Asamblea Nacional de Venezuela, interpuso una demanda contra el diario El Nacional, Tal Cual y el portal web La Patilla. Esta acción incluía a accionistas, directores, consejo editorial y dueños de los mencionados medios de comunicación. La demanda fue porque estos medios lo acusaron de presuntas vinculaciones con el narcotráfico. Tinedo Guía, presidente del Consejo Nacional de Periodistas de Venezuela, afirmó que “esta es una acción que busca asfixiar a los medios independientes, puesto que, metiendo presos a los propietarios de los mismos, no se solucionan los problemas que aquejan al ciudadano común”. Apenas unos días después de la demanda interpuesta por Cabello, la jueza 12.ª de juicio, María Eugenia Núñez, impuso prohibición de salida del país a 22 directivos de los medios mencionados anteriormente, acusados de difamación agravada continuada.
En abril de 2021 un Tribunal civil sancionó al Diario El Nacional con un pago de 237.000 petros, poco más de 13 millones de dólares ($ 13.366.800), por la demanda de agosto de 2015 por reeditar un artículo del diario   ABC de España del testimonio de Leamsy Salazar quien acusaba a Diosdado Cabello de vínculos con el narcotráfico, el abogado solicitó se explique como habían determinado ese monto "cantidad que nunca fuera demandada ni manejada dentro de juicio (...) sin explicar de modo alguno el cómo se determina la cifra a pagar como indemnización" El Nacional recurrirá a  Sistema Interamericano de Derechos Humanos (SIDH), Naciones Unidas y la Corte Penal Internacional.
El 14 de mayo de 2021 los tribunales procedieron al embargo del edificio del diario  El Nacional para presionar el pago de la demanda de Diosdado Cabello

#### Diario Panorama
El día 8 de enero de 2021 el Diario Panorama fue clausurado por cinco días. Otros tres medios de comunicación independientes Efecto Cocuyo, Caraota Digital y El Pitazo fueron acusados por Globovisión de estar siendo financiados para actuar en contra el gobierno.

#### Diario El Caroreño
El 7 de agosto de 2024 fue allanado el local del periódico El Caroreño en Carora en un operativo que estuvo a cargo de funcionarios del Servicio Bolivariano de Inteligencia Nacional y del Comando Nacional Antiextorsión y Secuestro de la Guardia Nacional Bolivariana.

### Internet
La Organización de Naciones Unidas (ONU), el 29 de junio de 2012, a través de la resolución A/HRC/32/L.20 expuso el acceso al Internet como un derecho fundamental, mientras que la Organización de las Naciones Unidas para la Educación, la Ciencia y la Cultura (UNESCO) se refiere a la libertad de expresión como "la piedra angular de la democracia".
Debido a la gran influencia de medios digitales en Venezuela, como redes sociales, portales y páginas web informativas a grandes escalas, estas se han posicionado como grandes herramientas para el acceso a la información y la libertad de expresión debido a que se expuso que hay una hegemonía comunicacional por parte los principales medios de comunicación en radio y televisión. Debido a las diferentes situaciones sociopolíticas que ha enfrentado el país en el año 2017, muchos han sido los ciudadanos que acudieron a los medios de comunicación digitales para el libre acceso a la información y ejercer su derecho de libre expresión, así que el gobierno junto con los entes reguladores de los medios de comunicación recurrieron a implementar nuevos mecanismos legales que pretenden limitar el derecho a la información y a la libre expresión, como la ley resorte y la ley contra el odio.
Bloqueos temporales o permanentes de HTTP, ataques DDoS, Filtrados SNI y bloqueos de DNS, son las acciones o intentos de censura que el gobierno nacional implementa para regularizar o controlar el acceso a la información.

#### 2019
Para enero de 2019, el gobierno nacional había bloqueado decenas de páginas web en Internet, incluyendo a:
- El Nacional[100]
- La Patilla[101]
- El Pitazo[3]
- Contrapunto[3]
- Valera Noticias[3]
- Aporrea[3]
- Caraota Digital[3]
- Venezolanos por la información-VPI[3]
- VIVOplay[3]
- Maduradas[3]
- Sumarium[3]
- El Estímulo[3]
- Analítica[3]
- Punto de Corte[3]
- Instagram[102]
- Twitter[102]
- YouTube[102]
- Infobae
- DolarToday[103]

#### 2024
El 4 de julio de 2024 fueron bloqueadas las páginas web de Cazadores de Fake News y EsPaja, en las principales operadoras de telecomunicaciones en el país, debido a “restricciones” de CANTV, Digitel, Inter y Movistar, “Ha sido bloqueado en Venezuela por las principales operadoras de Internet. Esta acción corresponde a un patrón de censura y restricciones del que también han sido víctimas otros medios de comunicación en Venezuela”. La Voz de América advirtieron el mes de mayo pasado sobre la alta probabilidad de que comenzaran a circular cada vez más piezas de desinformación antes de la elección presidencial del 28 de julio, 
El 11 de julio el sitio web del Instituto Prensa y Sociedad de Venezuela (@ipysvenezuela) también fue bloqueado por las principales operadoras de Internet. IPYS es una ONG dedicada a la defensa y promoción de la libertad de expresión y el acceso a la información en Venezuela.
El 22 de julio bloquean 6 sitios web de cara a las presidenciales Tal Cual, El Estímulo, RunRunes y Analítica fueron los portales informativos,  Además, el acceso a las oenegés Medianálisis y al denunciante Ve Sin Filtro, que defiende los derechos digitales. 
El año 2024 fue afectado por el gobierno venezolano que bloqueó al menos unos 63 portales, así lo denunció la ONG Ve Sin Filtro, entre los bloqueos está el del acceso a la red social X desde el 8 de agosto lo que  hizo que los usuarios de las redes sociales instalaran VPN para poder acceder y así buscar y difundir información. Adicionalmente el gobierno corta la vía internet cuando la oposición la necesita para difundir ciertos susesos o aplican el corte de fluido eléctrico.

#### Bloqueo de Wikipedia

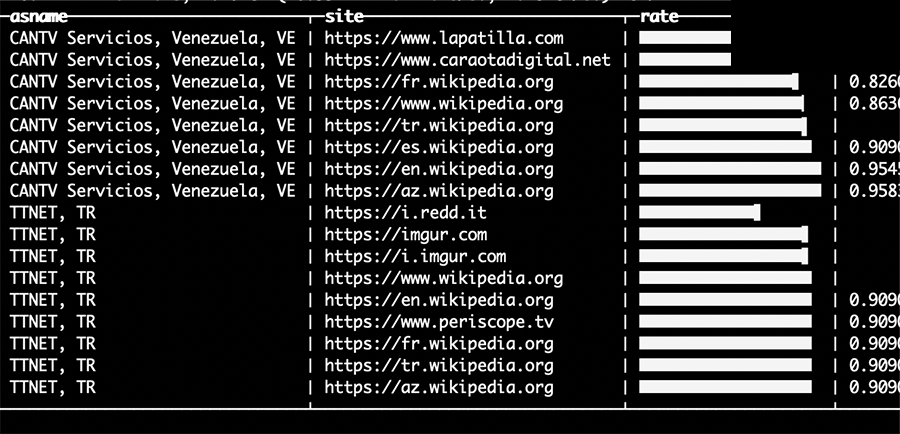
Reporte de Netblocks del incidente en desarrollo del bloqueo de Wikipedia en Venezuela por CANTV para el 12 de enero de 2019.

En la tarde del 12 de enero de 2019, el observatorio de Internet NetBlocks recolectó evidencia técnica del bloqueo de todas las ediciones de Wikipedia en Venezuela. Las restricciones fueron implementadas por CANTV, el proveedor de telecomunicaciones más grande del país. NetBlocks identificó una interrupción importante de la red afectando a la infraestructura de telecomunicaciones, que coincidió con otras restricciones afectando la capacidad de los venezolanos para acceder a la información en las 24 horas previas. La información recolectada también muestra varios sitios web que recientemente habían sido restringidos, significando que la reciente inestabilidad política en el país puede ser la causa principal de un régimen mayor control del Internet.
La tensión surgió a raíz de un conflicto editorial sobre el perfil biográfico de Wikipedia del recién nombrado presidente de la Asamblea Nacional Juan Guaidó, que lo incluía como "51.° Presidente de la República Bolivariana de Venezuela". Los editores no lograron llegar a un consenso sobre si Guaidó debería ser reconocido como presidente de Venezuela. Esta "guerra de edición" llevó al gobierno a bloquear temporalmente el acceso a Wikipedia en el país. Aunque Wikimedia Venezuela solicitó claridad sobre las razones del bloqueo, el acceso se restableció una semana después sin una explicación oficial.

#### Violaciones a los derechos humanos de wikipedistas en 2022
El 17 de octubre de 2022, Óscar Costero, reconocido wikipedista, se presentó en la sede principal del Servicio Administrativo de Identificación Migración y Extranjería (Saime) en Caracas, tras enfrentar dificultades en línea para renovar su pasaporte. Lo que parecía ser un mero trámite administrativo se convirtió en una serie de violaciones de derechos humanos.
A su llegada, se le informó de una supuesta "prohibición de salida del país". Una funcionaria, que no quiso identificarse, lo mantuvo en espera durante horas y finalmente le obligó a firmar una declaración indicando que estaba siendo investigado y que no había sido maltratado durante su estancia en Saime. Esta situación escaló rápidamente cuando, sin previo aviso, fue detenido por el Cuerpo de Investigaciones Científicas, Penales y Criminalísticas (CICPC) y trasladado para ser interrogado.
Las interrogantes giraron en torno a su vida personal, finanzas y su vinculación con Wikimedia, así como su relación con Santiago De Viana, editor en temas políticos en Wikipedia. Se reveló que De Viana había sido blanco de difamación, acusado de corrupción y nexos con el narcotráfico. En esta difamación, también se mencionó a Costero.
Esta serie de eventos se relaciona con una persecución que comenzó después de los apagones de 2019, intensificándose hacia finales de ese año contra Costero, De Viana y Wikimedia Venezuela. A pesar de ser liberado, Costero se encontró con restricciones a su libre tránsito y una continua negación a sus derechos fundamentales.
El 11 de noviembre de 2022, los abogados de Espacio Público trataron de acceder al expediente del caso, pero se enfrentaron a obstáculos por parte de las autoridades judiciales. Las irregularidades en el caso se acumularon, incluyendo la falta de información sobre los cargos específicos y el rechazo de una solicitud de amparo presentada en enero de 2023.
A pesar de la decisión judicial que alegaba que no se había cometido ningún acto lesivo contra Costero, es evidente que sus derechos al debido proceso, la libertad de asociación, la libre expresión y el libre tránsito fueron violados. Estos eventos son una muestra clara de la persecución judicial contra Costero y De Viana.
La defensa de Óscar Costero ha exigido repetidamente acceso completo al expediente del caso, enfatizando que sus derechos ya han sido gravemente vulnerados. La libertad de asociación y expresión son esenciales para una sociedad democrática y para el progreso de la misma. Se insta al Estado venezolano a respetar y garantizar estos derechos fundamentales, en línea con sus compromisos internacionales.
En octubre de 2022, Oscar Costero fue detenido de manera arbitraria cuando intentaba renovar su pasaporte. Durante su detención, fue interrogado sobre su vida personal, finanzas y su relación con Wikimedia y Santiago De Viana. Este acto fue denunciado por la ONG Espacio Público, que consideró la detención una violación del debido proceso. También se alega que Costero fue acusado sin fundamentos de legitimación de capitales e instigación al odio.
De Viana fue particularmente susceptible a la difamación debido a un pseudónimo que utilizaba en Wikipedia, que estaba estrechamente ligado a su nombre real. A partir de ello, se lanzó una campaña de difamación en blogs anónimos, donde fue etiquetado como un "extorsionador de Wikipedia". Estos informes no verificados también vinculan a los editores con actividades de narcotráfico.
La ONG Espacio Público ha defendido activamente los derechos de Oscar Costero, exigiendo transparencia y acceso al expediente del caso. La organización subraya la importancia de la libertad de expresión y asociación, y destaca cómo son esenciales para la existencia de una sociedad democrática.
El caso de Costero y De Viana ilustra la precaria situación de la libertad de expresión en ciertas regiones y resalta los desafíos que enfrentan aquellos que contribuyen a la difusión de información libre y objetiva.

#### Suspensión de X (anteriormente Twitter) y Signal
En agosto de 2024, Nicolás Maduro ordenó a Conatel el cierre por 10 días de la red social Twitter, al considerar que la red social ha "violado las normas de la propia red" y que "ha incitando al fascismo y al odio". También la aplicación de mensajería Signal (software) fue suspendida. La página web de @signalapp se encuentra bloqueada en la mayoría de los proveedores de internet. Finalmente Maduro decidió mantener el bloqueo de la red social Twitter, por lo cual los usuarios de las redes sociales instalaron VPN para poder acceder, y así buscar y difundir la información.

#### Informes censura en la web
Un informe de VE sin Filtro denuncia bloqueo de 134 sitios web en Venezuela, incluyendo 60 medios de comunicación desde el 4 de julio de 2024 hasta el 10 de enero de 2025

### Radio

#### 2017
En el año 2017 según el Colegio Nacional de Periodistas denunció su secretario general, Edgar Cárdenas, hizo referencia que cerraron 55 emisoras de radio.

#### 2019
En abril de 2019 Conatel interviene la emisora Radio Caracas Radio y ordena su cierre.

#### 2021
El 20 de abril de 2021 tres radioemisoras son cerradas en menos un mes, Radio Selecta 102.7FM en Machiques, Aragua Mágica 88.1 FM y la última Radio Rumbos 670 AM en Vargas

#### 2022
En los siete primeros meses de 2022, Conatel ha clausurado 12 emisoras de radio. Las medidas del organismo, han recaído sobre Éxitos 90.5 FM y Calle 98.5 FM, en el estado Guárico,  Activa 89.3 FM, en Anzoátegui;  Topacio 101.5 FM, en Barinas; Triunfo 99.3 FM en Portuguesa y Mix 98.3 FM, en el estado Yaracuy.
El 16 de octubre de 2022 colegio de periodistas denunció que han sido cerradas 46 emisoras de radio en los cuatro últimos meses en siete estados. Tres nuevas emisoras fueron cerradas en el estado Yaracuy.  Zulia (19), Cojedes (14), Sucre (4), Yaracuy (3), Portuguesa (2), Carabobo (2), Guárico (2) y Barinas (2)
- Barinas
  - Topacio 101.5 FM
- Cojedes
  - Impacto 91.7 FM
  - Candela 92.9 FM.
  - Hits 92.5 FM
  - Luna 95.5 FM
  - Nex 100.1 FM
  - Moda 105.1 FM.

- Carabobo
  - Unión Radio Valencia 105.3 FM
  - Play Top Radio 91.5 FM

- Guárico
  - Éxitos 90.5 FM
  - Calle 98.5 FM

- Zulia
  - Candela 88.3 FM
  - Sensacional Estéreo 88.5 FM
  - Zulia Mía 91.3 FM
  - Kp 92.9 FM
  - Melódica 92.3 FM
  - Mágica 93.3 FM
  - Refugio 94.3 FM
  - Palabra 97.3 FM
  - High Class 98.1 FM
  - Destino 98.3 FM
  - Superior 101.1
  - Suave 102.7 FM
  - Radiolandia 103.3 FM
  - Río stereo 107.7

- Portuguesa
  - Astro 97.7 FM
  - Kalor 101.9 FM
  - Genial 89.8 FM
  - Triunfo 99.3 FM
  - Sonora 107.7 FM

- Maturín
  - radio Sabrosa 94,5 FM
  - Mix FM
- Yaracuy
  - Luz 102.9
  - Oasis 90.3
  - El Trocadero y el Cuarto Ángel 106.3

En octubre el Sindicato Nacional de Trabajadores de la Prensa ha denunciado que el régimen ha cerrado unas 79 emisoras de radio en 16 estados durante el año 2022 En el estado Falcón fueron cerradas diez emisoras. Anteriormente en noviembre de 2019, el circuito radial Jet 93.5 fue clausurado y decomisados los equipos. En el estado Sucre son siete las emisoras cerradas. El 22 de octubre fueron cerradas ocho emisoras en el estado Táchira por órdenes de Conatel, bajo el argumento de no habilitación”
- Estado Falcón
  - Metrópolis 88.1
  - Corianísima 90.1
  - Extrema 92.5
  - Jet 93.5  (2019)
  - Shalom 95.7
  - Top 97.1
  - Cultural 97.5.
  - CBN Radio 100.1
  - Calipso 101.5fm
  - Falconiana 102.7
  - Fiesta 106.5

- Estado Sucre
  - Bahía 102.5 FM
  - Café 100.9 FM
  - Radio NVH 102.1 FM
  - Cool FM
  - Radio Boom
  - Mágica FM
  - Juventud 100.5 FM.

- Estado Táchira
  - Activación Stereo 93.
  - La Nuestra 89.9
  - Pontálida 92.5
  - Somos 88.3
  - Esperanza Viva 98.1
  - Ángel 102.3,
  - Café 90.3
  - Explosión Stereo 95.7

En noviembre el Sindicato de Prensa denunció el cierre de cinco radioemisoras en Cabimas y Ciudad Ojeda continuando con  la censura en Venezuela Conatel cierra dos emisoras de radio La Cordillera 104.7 FM y Máxima 103.9 FM en el estado Mérida. Conatel deja pasar las solicitudes del trámite de renovación de las licencias y ese es uno de sus argumentos para el cierre.
- Cabimas
  - Activa 88.3 FM
  - Fiesta 101.1 FM
  - Buenísima 106.3 FM
  - Sabrosa 102.3 FM
- Ciudad Ojeda
  - Citojense Stereo 94.3 FM
- Mérida
  - Cordillera 104.7 FM
  - Máxima 103.9 FM

#### 2023
En marzo de 2023 Conatel cerró dos emisoras en el estado Portuguesa Radio Chabasquen 106.7 FM emisora estaba bajo la concesión de la Alcaldía local y cerró también Biscucuy Stereo 88.7 FM, en el municipio José Vicente de Unda. La ONG Espacio Público, detalló que al menos 284 emisoras de radio han sido cerradas a nivel nacional entre 2003 a 2022,En noviembre Conatel cerró la emisora Super Stereo 94.5 FM al haber fallecido el dueño Frank Villasmil, presidente y director de la emisora durante más de dos décadas, titular de la concesión otorgada por Conatel que operaba en Coro, estado Falcón. Según el artículo 10 de la Providencia Administrativa N.º 785 de Conatel establece que puede sentenciar la extinción de la concesión por, entre otras causas, la muerte del titular.
- Portuguesa
  - Chabasquen 106.7 FM
  - BiscuyStereo 88.7 FM
  - Playonera 88.3 FM.[137]
- Falcón
  - Super Sereo 94.5.[138]
- Táchira
  - Continental 103.5 FM en San Cristóbal.[139]
  - Éxtasis 97.7 FM.[140]
- Monagas
  - Fe y Alegría 105.9 FM en Maturín.[141]
- Carabobo
  - Modulación 100.3 FM[142]
- Anzoátegui
  - Espléndida 93.7 FM,  en El Tigre.[141]
- Redes
  - Radio Caracas Radio (RCR) 750 AM en Youtube (salió del aire en 2019).[143]
  - Portal de Observatorio Venezolano de Finanzas.[144]

#### 2024
En febrero cerraron tres emisoras en Ciudad Ojeda. Las emisoras afectadas fueron Senda 96.1 FM, Mágica 93.3 FM y Clásicos 93.9 FM luego de una «revisión técnica administrativa» por parte de Conatel, también en el estado Falcón se ordenó la salida del aire del programa institucional «Alcaldía al Día», transmitido durante dos años por La Kalle 89.9 FM.
Por otro lado en Trujillo el Sindicato Nacional de Trabajadores de la Prensa (SNTP) denunció el cierre de la emisora radial Ecos del Páramo 100.3 FM. ubicada en la población de Tuñame, ordenada por el gobernador del estado Trujillo por no transmitir su programa radial. «Esa emisora es del Partido y es de la revolución. Yo quiero esa emisora aquí transmitiendo el programa. Yo ordené hace un mes que se interviniera porque es del Partido Socialista Unido de Venezuela y la quiero transmitiendo el programa. El mundo al revés», afirmó. 
En abril cierran la emisora de Radio Cristal por parte de la Comisión Nacional de Telecomunicaciones (Conatel) quien ordenó el cierre de la emisora regional de Lara que se mantuvo operativa durante 60 años. Conatel ordena el cierre de la emisora Radio Minuto en Barquisimeto. El 18 de mayo el gobierno suspende la transmisión de la emisora Éxitos 93.1 en el estado Aragua para no trasmitir una entrevista al candidato Edmundo González Urrutia.
En junio de 2024 el SNTP denunció que la Comisión Nacional de Telecomunicaciones cerró la emisora Radio Deportiva 98.3 FM, del estado Guárico, luego de que funcionarios ordenaron “apagar el transmisor y decomisaron parte de los equipos”. Tenía 18 años de transmisiones. A este cierre se suma la emisora La vernácula 88.3 FM que operaba en Zaraza desde 2008 y Éxitos 90.5 FM en San Juan de los Morros.
En septiembre fue cerrado la emisora Victoria 103.9 FM en Aragua por medio de la resolución N GST-RS00899, donde se declara la ‘extinción de la habilitación de radiodifusión sonora’», informó la emisora en la red social X, con más de 20 años al aire. También cierran la emisora Radiohispana895, en Yaracuy, donde trabajaba el periodista Biagio Pilieri en el programa "La Hora Tricolor".

#### 2025
En marzo Conatel ordena el cierre de Radio Mundial 860 AM con sede en San Cristóbal.

### Intervención y espionaje telefónico
La censura también ha ocurrido a través de la intervención de celulares y teléfonos fijos, los ciudadanos fueron acosados por sus propios celulares que eran requisados e investigados sus mensajes con anterioridad, Un informe de Transparencia en las Comunicaciones de 2022 presentó que por órdenes del gobierno de Nicolás Maduro fueron intervenidas al menos 1.584.547 líneas telefónicas de la compañía de telecomunicaciones Movistar, durante el año 2021, Andrés Azpúrua, director ejecutivo de Ve Sin Filtro preciso “Algunas de las personas cuyas comunicaciones han sido interceptadas incluyen ONG o actores cívicos. En la escala es muy grande y esto indica que es un abuso sistemático. No hay manera de esconder esto bajo investigaciones penales legítimas, esto se nota que es un tema abusivo y excesivo de parte del Estado”
La fiscalía ha venido utilizando y manipulando la mensajería de texto como prueba contundente para acusar de delitos comunes a opositores políticos, ciudadanos comunes y periodistas usando tecnología avanzada y técnicos extranjero para recuperar mensajes borrados, en 2014 el gobierno fundó el Centro de Seguridad y Protección de la Patria (CESPPA) un organismo cuyo objetivo básico es intervenir las comunicaciones, funciona en el Palacio Blanco (Caracas). También en 2014 el gobierno ha invertido para manejar una licencia del sistema Watson (inteligencia artificial) de la IBM para ampliar y analizar toda la data del CESPPA, ejecutado solo bajo el control de Héctor Dávila y miles de hackers informáticos trabajando,  Dávila fue director en la Escuela de Computación de la UCV, actual Presidente Editor del Grupo Últimas Noticias y técnico electoral (2024)
En agosto de 2024 el gobierno admitió que espió de forma ilegal a los cuatro expertos de la ONU durante su estadía en las elecciones presidenciales a través de un comunicado, el gobierno de Maduro procura desacreditar al Panel de Observadores por haber mantenido presuntos contactos telefónicos con funcionarios de Estados Unidos, lo que indica que vigilaban sus conversaciones. Jorge Rodríguez Gómez confirmó durante la sesión  ordinaria de la Asamblea Nacional del 14 de agosto; expresó “tuvieron frecuentes contactos directos, vía telefónica y a través de videoconferencias, con funcionarios del Departamento de Estado de los Estados Unidos”, por lo que sus declaraciones serían “instrucciones” de ese Gobierno.

### Ataques a trabajadores de la prensa

#### Sindicato Nacional de Trabajadores de la Prensa
El periodista Roland Carreño fue arrestado el 27 de octubre de 2020 y liberado después de tres años el 19 de octubre de 2023 tras el acuerdo de Barbados. Nuevamente fue detenido el 2 de agosto de 2024, según anunció el Sindicato Nacional de Trabajadores de la Prensa (STNP), días después de las elecciones presidenciales.
Durante las manifestaciones de julio de 2024, el STNP registró que funcionarios de los cuerpos de seguridad del Estado habían ejecutado 40 actos de intimidación y agresiones contra periodistas. Al menos 14 periodistas y miembros de sus medios fueron deportados de Venezuela entre el 25 de julio y el 2 de agosto, según denunció en su cuenta de X (anteriormente Twitter) el Sindicato Nacional de Trabajadores de la Prensa. La mayoría de los periodistas fueron inadmitidos en Maiquetía y devueltos a su país de origen. Otros fueron detenidos por fuerzas de seguridad, incluso en sus hoteles y puntos de control policiales y militares, para trasladarlos al aeropuerto y expulsarlos.

#### Reporteros expulsados
El 25 de julio de 2024 el periodista Marco Bariletti y el camarógrafo Ivo Bonato italianos que trabajan para los informativos de RAI llegaron al aeropuerto internacional Simón Bolívar de Maiquetía este jueves 25 y fueron separados del resto de pasajeros en el control de pasaportes. Posteriormente, fueron expulsados con la obligación de regresar a Italia, denunciaron ambos. El ministro de Exteriores italiano, Antonio Tajani, condenó este viernes «las medidas de detención adoptadas contra ciudadanos venezolanos, su preocupación «por las continuas restricciones a la libertad de prensa»
El 26 de julio de 2024 el canciller de Chile, Alberto Van Klaveren, expresó su preocupación por la situación de un equipo de periodistas de la Televisión Nacional de Chile (TVN), detenidos en Venezuela por una patrulla militar en Barinas cuando reportaban las protestas por las elecciones presidenciales. El periodista  Iván Núñez y el camarógrafo José Luis Tapia serán deportados a la localidad colombiana de Cúcuta, según se le comunicó el embajador de Chile en Venezuela, Jaime Gazmuri. La cadena televisiva subrayó que los profesionales ingresaron legalmente y portando sus pasaportes al territorio venezolano vía Cúcuta y lograron cruzar dos controles “sin problemas”.
El 29 de julio es detenido durante la madrugada en su hotel el periodista español Juan Ramón Martínez Minuesa, conocido como Cake Minuesa lo trasladan al aeropuerto internacional para deportarlo a Bogota. 

## Constitución
La Constitución de Venezuela protege la libertad de expresión y la libertad de prensa, estableciendo que la comunicación es libre y plural. Concretamente, el artículo 57 determina que:

Toda persona tiene derecho a expresar libremente sus pensamientos, sus ideas u opiniones de viva voz, por escrito o mediante cualquier otra forma de expresión, y de hacer uso para ello de cualquier medio de comunicación y difusión, sin que pueda establecerse censura. No se permite el anonimato, ni la propaganda de guerra, ni los mensajes discriminatorios, ni los que promuevan la intolerancia religiosa.

### Leyes contra el derecho de opinión
El 8 de noviembre de 2017 la Asamblea Constituyente  aprobó la controversial Ley contra el Odio en su artículo 21 establece sentencias de hasta 20 años de cárcel para quien incite al odio, la discriminación o la violencia contra una persona o conjunto de personas mediante cualquier medio. La Relatoría Especial para la Libertad de Expresión de la Comisión Interamericana de Derechos Humanos (CIDH), manifestó su preocupación porque la ley "establece sanciones penales exorbitantes y facultades para censurar a medios tradicionales e Internet, en contradicción con los estándares internacionales en materia de libertad de expresión".

### Leyes de censura al derecho de organizaciones
En 2010 el gobierno implementó la Ley de la Soberanía y Autodeterminación Nacional para restringir el acceso a financiamiento de las organizaciones de defensa de derechos humanos. En noviembre de 2020 la Sudeban ordena a través de la Circular SIB-DSB-CJ-OD-06524 al sector bancario nacional implementar medidas de control para fortalecer los procedimientos, mecanismos y sistemas tecnológicos que permitan monitorear todas las operaciones de negocios o financieras llevadas a cabo por las organizaciones sin fines de lucro (ONG). La regulación fue emitida en Gaceta Oficial N.º 42.151 en junio.
El 21 de enero de 2024 fue aprobada por la Asamblea Nacional para su segunda discusión La Ley de Control y Regulación de las ONG que busca limitar la participación ciudadana y la defensa de derechos humanos, sin la participación de las ONG o una consulta pública sobre la ley.  En mayo de 2024 la Asamblea Nacional aprobó nueve artículos de 36 artículos que consta el proyecto de ley para controlar las Organizaciones no gubernamentales (ONG), bajo el pretexto de regular el financiamiento extranjero, se usan para sofocar las voces disidentes y el activismo de la sociedad civil. De aprobarse este proyecto de ley, Venezuela se acercará aún más al modelo autocrático ruso y se seguirá alejando de las democracias occidentales.
El 14 de agosto de 2024 la Asamblea Nacional aprobó en segunda discusión la ley de control y Regulación de ONG de 39 artículos, en medio de las denuncias de detenciones arbitrarias de opositores tras los comicios en los que el presidente Nicolás Maduro fue electo de manera dudosa para un tercer mandato consecutivo, se espera que el ejecutivo lo apruebe publique la controvertida ley en la gaceta oficial. De esta manera, Venezuela se suma a Cuba y Nicaragua como los únicos países de Latinoamérica en la categoría más restrictiva a las libertades civiles de la ciudadanía. Las ONG e instancias internacionales de defensa de derechos humanos han advertido de iniciar una ola represiva contra los más de mil detenidos y al menos 23 muertos, la cancelación de pasaportes a periodistas y activistas que ya venían aplicando después del 28 de julio. Esta ley permitiría al régimen de Nicolás Maduro, como en el caso ruso, limitar y controlar el derecho al financiamiento que existe en el marco de la cooperación internacional para la defensa de los derechos humanos y la promoción de la democracia. La ley se sanciona a pesar de que el alto comisionado de la ONU para los derechos humanos, Volker Türk, viene pidiendo desde el mes de mayo que no se aprueben los proyectos de ley para regular las ONG, por el impacto negativo que tendrían en los derechos humanos, “Instó a las autoridades a que no adopten estas u otras leyes que socavan el espacio cívico y democrático en el país”, expresó Türk.
Uno de sus primeros artículos establece la "obligación de registro" para todas las organizaciones de la sociedad civil. Esta obligación se extiende a organizaciones sociales sin fines de lucro domiciliadas en el extranjero que realicen actividades en el país, obliga la presentación detallada de informes financieros y descripciones de actividades, incluyendo origen y uso de fondos. Se otorgan también amplias e intrusivas facultades al Estado venezolano para la vigilancia, control y sanción de todo este tipo de organizaciones no gubernamentales. Por otra parte, el articulado prohíbe de manera expresa a las ONG realizar "actividades propias de partidos políticos u organizaciones con fines políticos”.

### Proyecto de Ley contra el fascismo, neofascismo y expresiones similares
La Asamblea Nacional aprobó en primera discusión la "ley contra el fascismo, neofascismo y expresiones similares" que consta de 30 artículos, para prohibir «la difusión de mensajes que hagan apología o promuevan la violencia como método de acción política o denigren de la democracia»,  establece la revocatoria de la concesión (artículo 28) contra medios radiales o televisivos que «difundan publicidad, propaganda o mensajes» sobre fascismo o actos violentos (censura) antecediendo las elecciones presidenciales 2024, la presente ley busca complementar la Ley de los Partidos Políticos (Venezuela) y la Ley Contra el Odio por la Convivencia y la Tranquilidad Pública, para que sea el escudo protector de la paz y la estabilidad pero también busca apagar la protesta y la disidencia en la política de Venezuela a través de las redes del internet bajo el pretexto del surgimiento de cualquier expresión de orden fascista, neofascista o de similar naturaleza. La ley tiene 30 artículos y señala que tiene por objeto a partir de su aprobación, prohibirá ciertos mensajes, por tuitear, compartir mensajes o audios por WhatsApp, difundir o tener en estados videos con denuncias, bromas o insultos contra el Gobierno o contra personas, organizaciones e instituciones afines al gobierno venezolano que se han hecho virales.